# Liljeholmen (stacja metra)

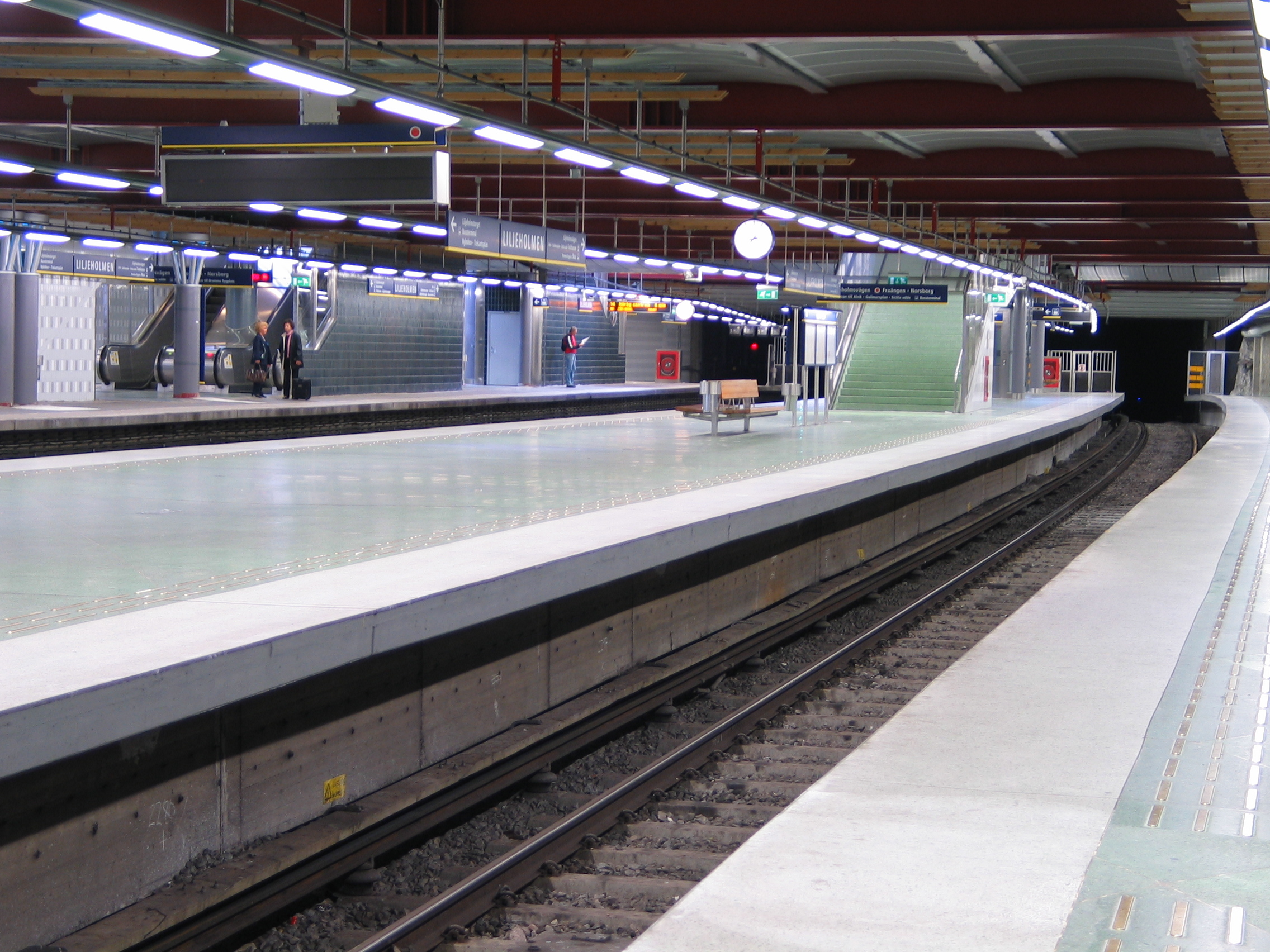
Peron

Liljeholmen – powierzchniowa stacja sztokholmskiego metra, leży w Söderort, w dzielnicy Hägersten-Liljeholmen, w centrum Liljeholmen, na czerwonej linii metra, między Aspudden (T13) / Midsommarkransen (T14) a Hornstull. Dziennie korzysta z niej około 27 300 osób. Pod względem liczby obsługiwanych pasażerów znajduje się na dziesiątym miejscu.
Stacja znajduje się równolegle do Liljeholmstorg. Posiada dwie hale. Północna hala zlokalizowana jest przy Liljeholmsvägen i ma wyjście bezpośrednio na przystanek szybkiego tramwaju miejskiego Tvärbanan. Południowa hala posiada dwa wyjścia, na Liljeholmstorget oraz do oszklonego przejścia długości 140 metrów, prowadzącego do kolejki górskiej, łączącej pobliskie osiedle Nybohovsbacken ze stacją. Nybohovsbacken znajduje się około 40 metrów powyżej poziomu stacji. Ze względu na tak dużą różnicę wysokości zainstalowano kolejkę górską (funikular) Hissbana, która przewozi pasażerów. Kolejka porusza się 250 metrowym tunelem o nachyleniu 16%. Peron w kierunku południowym jest bezpośrednio połączony z podziemną pętlą autobusową.
Stację otworzono 5 kwietnia 1964 jako 51. w systemie wraz z odcinkiem T-Centralen-Örnsberg/Fruängen. Posiada 3 perony z 4 krawędziami. Stacja została zaprojektowana przez Olova Blomkvista i przebudowana w 2004.

## Sztuka
- Betonowy fryz z kamiennym reliefem w hali biletowej, C. A. Lunding, 1964[4]

## Czas przejazdu
| Linia | Stacja        | Czas przejazdu | Stacja                                        | Czas przejazdu            |
| T13   | Ropsten       | 18 min         | Slussen Gamla stan T-Centralen Östermalmstorg | 6 min 8 min 10 min 12 min |
| T13   | Norsborg      | 26 min         | Slussen Gamla stan T-Centralen Östermalmstorg | 6 min 8 min 10 min 12 min |
| T14   | Fruängen      | 8 min          | Slussen Gamla stan T-Centralen Östermalmstorg | 6 min 8 min 10 min 12 min |
| T14   | Mörby centrum | 25 min         | Slussen Gamla stan T-Centralen Östermalmstorg | 6 min 8 min 10 min 12 min |

## Otoczenie
W otoczeniu stacji znajdują się:
- Trekanten
- Trekansparken
- Lärarhögskolan
- Liljeholmsgården
- Aleris Äldreomsorg
- Nordiska Musikgymnasiet
- Stockholms Estetiska Gymnasium
- Internationella Kunskapsgymnasiet